# 전북 현대 모터스 2019 시즌
전북 현대 모터스 2019 시즌은 전북 현대 모터스의 25번째 시즌이다.

## 전지훈련
전북의 2019시즌 전지훈련은 일본 가고시마현으로 결정되었다. 전지훈련 기간은 2019년 1월 8일부터 2월 2일까지이다.

### 전지훈련 연습경기
| 1 2018년 1월 23일 | 전북 현대 모터스 | 5 – 1 | 카노야 대학교 | 가고시마 이와사키 호텔 경기장 |  |  |
| 14:00             |                  |       |               |                               |  |  |
|                   |                  |       |               |                               |  |  |

| 2 2019년 1월 24일 | 전북 현대 모터스 | 3 – 1 | 가고시마 유나이티드 | 가고시마 이와사키 호텔 경기장 |  |  |
| 14:00             |                  |       |                     |                               |  |  |
|                   |                  |       |                     |                               |  |  |

| 3 2019년 1월 30일 | 전북 현대 모터스 | 2 – 1 | 블라우블리츠 아키타 | 가고시마 이와사키 호텔 경기장 |  |  |
| 14:00             |                  |       |                     |                               |  |  |
|                   |                  |       |                     |                               |  |  |

## 정규 시즌

### 겨울 이적시장 (시즌 전)
2018년 12월 30일  전북현대는 경남 FC에서 뛰던 최영준을 영입하였다.
2019년 1월 4일 사간 도스에서 김민혁을, 강원 FC에서 이범영을 영입했다.
2019년 1월 6일 전지훈련 출발을 앞두고 신인 5명과 계약하였다.
2019년 1월 9일 이후 우승을 목표로 이적시장에 매우 적극적인 울산 등과 몇몇 선수를 놓고 경합중이라는 보도들이 쏟아지고 있다.
2019년 1월 14일 포항의 유망주 이근호, 지난 시즌 영플레이어상을 수상한 울산의 한승규를 영입하였다. 둘은 서울 언남고-연대 동기에 김민재, 장윤호와 동갑내기이다.
2019년 1월 15일 문선민-이재성+이적료 트레이드가 발표되어 문선민이 입단하였고, 이재성은 아쉬움을 남기며 인천 유니폼을 입게 되었다. 이적과정이 문선민 선수 문서에 상세하게 올라와 있다.
2019년 1월 19일 김민재가 이날 현재 리그 7위를 달리고 있는 왓포드 FC의 정식 영입제안을 받았다는 보도가 나왔다. 전날부터 보도가 나오던 최강희 전 감독과 코치 사단의 CSL 다롄 이팡 계약이 확실시 되고 있다.
2019년 1월 20일 호주 국가대표 출신 버니 이비니-이세이가 합류했다.
2019년 1월 21일 김민재 이적이 베이징으로 확정되어 가는 가운데 홍정호가 임대를 연장하였다.
2019년 1월 29일 아시안컵을 마치고 귀국한 김민재의 베이징 궈안 이적이 공식 발표되었다.
2019년 1월 31일 조성환이 팀과 결별했다는 공식 발표가 나왔다.
2019년 2월 2일 전지훈련을 마치고 귀국하였다. 2월 국내 훈련캠프는 예년과 달리 목포가 아닌 클럽 하우스에서 진행된다.
2019년 2월 12일 박충균 전 수석코치가 작별인사를 구단 홈페이지에 게재하였다.

## 경기 결과

### K리그1
| 1 2019년 3월 1일 | 전북 현대 모터스 | 1 - 1 | 대구 FC    | 전주 월드컵 경기장                         |  |  |
| 14:00            | 임선영 28′       |       | 에드가 22′ | 관중 수: 21,250명 심판: 이동준 MVP: 임선영 |  |  |
|                  |                  |       |            |                                            |  |  |

| 2 2019년 3월 9일 | 수원 삼성 블루윙즈 | 0 - 4 | 전북 현대 모터스                         | 수원 월드컵 경기장                         |  |  |
| 16:00            |                    |       | 로페즈 2′, 21′ · 김신욱 12′ · 문선민 66′ | 관중 수: 19,164명 심판: 고형진 MVP: 로페즈 |  |  |
|                  |                    |       |                                          |                                            |  |  |

| 3 2019년 3월 17일 | 전북 현대 모터스 | 0 - 1 | 강원 FC    | 전주 월드컵 경기장                         |  |  |
| 14:00             |                  |       | 김지현 62′ | 관중 수: 12,995명 심판: 김우성 MVP: 김지현 |  |  |
|                   |                  |       |            |                                            |  |  |

| 4 2019년 3월 30일 | 전북 현대 모터스        | 2 - 0 | 포항 스틸러스 | 전주 월드컵 경기장                         |  |  |
| 14:00             | 김신욱 63′ · 임선영 77′ |       |               | 관중 수: 10,442명 심판: 김성호 MVP: 김신욱 |  |  |
|                   |                         |       |               |                                            |  |  |

| 5 2019년 4월 2일 | 경남 FC                                | 3 - 3 | 전북 현대 모터스                                    | 창원 축구센터                             |  |  |
| 19:30            | 김승준 80′ · 조던머치 85′ · 배기종 92′ |       | 곽태휘 19′ (o.g) · 이동국 35′ (페널티) · 손준호 51′ | 관중 수: 2,507명 심판: 정동식 MVP: 이동국 |  |  |
|                  |                                        |       |                                                     |                                           |  |  |

| 6 2019년 4월 6일 | 전북 현대 모터스        | 2 - 0 | 인천 유나이티드 | 전주 월드컵 경기장                         |  |  |
| 16:00            | 문선민 16′ · 김신욱 48′ |       |                 | 관중 수: 12,795명 심판: 이동준 MVP: 문선민 |  |  |
|                  |                         |       |                 |                                            |  |  |

| 7 2019년 4월 13일 | 제주 유나이티드 | 0 - 1 | 전북 현대 모터스 | 제주종합운동장                            |  |  |
| 14:00             |                 |       | 김신욱 43′       | 관중 수: 6,034명 심판: 김동진 MVP: 김신욱 |  |  |
|                   |                 |       |                  |                                           |  |  |

| 8 2019년 4월 20일 | 상주 상무 | 0 - 3 | 전북 현대 모터스                     | 상주시민운동장                            |  |  |
| 16:00             |           |       | 임선영 24′ · 이동국 39′ · 로페즈 59′ | 관중 수: 1,838명 심판: 최현재 MVP: 로페즈 |  |  |
|                   |           |       |                                      |                                           |  |  |

| 9 2019년 4월 28일 | 전북 현대 모터스        | 2 - 1 | FC 서울    | 전주 월드컵 경기장                         |  |  |
| 16:00             | 이승기 44′ · 한승규 91′ |       | 페시치 88′ | 관중 수: 15,127명 심판: 김우성 MVP: 한승규 |  |  |
|                   |                         |       |            |                                            |  |  |

| 10 2019년 5월 4일 | 성남 FC | 0 - 0 | 전북 현대 모터스 | 성남종합운동장                            |  |  |
| 16:00             |         |       |                  | 관중 수: 9,365명 심판: 김희곤 MVP: 김신욱 |  |  |
|                   |         |       |                  |                                           |  |  |

| 11 2019년 5월 12일 | 울산 현대                        | 2 - 1 | 전북 현대 모터스 | 울산문수축구경기장                         |  |  |
| 19:00              | 김인성 61′ · 김보경 91′ (페널티) |       | 이승기 93′       | 관중 수: 11,021명 심판: 서동진 MVP: 김보경 |  |  |
|                    |                                  |       |                  |                                            |  |  |

| 12 2019년 5월 18일 | 전북 현대 모터스                    | 3 - 1 | 제주 유나이티드 | 전주 월드컵 경기장                         |  |  |
| 19:00              | 이승기 4′ · 김민혁 35′ · 김신욱 55′ |       | 찌아구 32′      | 관중 수: 13,526명 심판: 박병진 MVP: 김신욱 |  |  |
|                    |                                     |       |                 |                                            |  |  |

| 13 2019년 5월 26일 | 전북 현대 모터스                          | 4 - 1 | 경남 FC    | 전주 월드컵 경기장                         |  |  |
| 19:00              | 김신욱 41′, 57′ · 김진수 60′ · 이비니 91′ |       | 김승준 94′ | 관중 수: 13,990명 심판: 김우성 MVP: 김신욱 |  |  |
|                    |                                           |       |            |                                            |  |  |

| 14 2019년 5월 29일 | 강원 FC                     | 2 - 3 | 전북 현대 모터스            | 춘천송암레포츠타운                        |  |  |
| 19:00              | 발렌티노스 43′ · 김오규 45′ |       | 문선민 5′, 77′ · 손준호 72′ | 관중 수: 1,816명 심판: 최현재 MVP: 문선민 |  |  |
|                    |                             |       |                             |                                           |  |  |

| 15 2019년 6월 2일 | 전북 현대 모터스        | 2 - 0 | 상주 상무 | 전주 월드컵 경기장                         |  |  |
| 17:00             | 문선민 55′ · 이동국 92′ |       |           | 관중 수: 13,109명 심판: 박병진 MVP: 문선민 |  |  |
|                   |                         |       |           |                                            |  |  |

| 16 2019년 6월 15일 | 인천 유나이티드 | 0 - 1 | 전북 현대 모터스 | 인천축구전용경기장                         |  |  |
| 19:00              |                 |       | 김신욱 79′       | 관중 수: 12,017명 심판: 이동준 MVP: 김신욱 |  |  |
|                    |                 |       |                  |                                            |  |  |

| 17 2019년 6월 23일 | 전북 현대 모터스 | 1 - 1 | 수원 삼성 블루윙즈 | 전주 월드컵 경기장                         |  |  |
| 19:00              | 이동국 1′        |       | 타카드 71′         | 관중 수: 15,595명 심판: 정동식 MVP: 이동국 |  |  |
|                    |                  |       |                    |                                            |  |  |

| 18 2019년 6월 30일 | 포항 스틸러스 | 1 - 1 | 전북 현대 모터스 | 포항스틸야드                              |  |  |
| 19:00              | 완델손 73′    |       | 임선영 70′       | 관중 수: 8,544명 심판: 김동진 MVP: 로페즈 |  |  |
|                    |               |       |                  |                                           |  |  |

| 19 2019년 7월 7일 | 전북 현대 모터스                     | 3 - 1 | 성남 FC  | 전주 월드컵 경기장                         |  |  |
| 19:00             | 김신욱 16′ · 손준호 34′ · 이동국 83′ |       | 에델 23′ | 관중 수: 12,952명 심판: 최현재 MVP: 김신욱 |  |  |
|                   |                                      |       |          |                                            |  |  |

| 20 2019년 7월 10일 | 대구 FC             | 1 - 4 | 전북 현대 모터스              | 대구포레스트아레나                        |  |  |
| 19:30              | 세징야 52′ (페널티) |       | 문선민 1′, 55′, 75′ · 정혁 3′ | 관중 수: 9,947명 심판: 박병진 MVP: 문선민 |  |  |
|                    |                     |       |                               |                                           |  |  |

| 21 2019년 7월 14일 | 전북 현대 모터스   | 1 - 1 | 울산 현대  | 전주 월드컵 경기장                         |  |  |
| 19:00              | 이동국 9′ (페널티) |       | 주민규 33′ | 관중 수: 17,728명 심판: 김우성 MVP: 로페즈 |  |  |
|                    |                    |       |            |                                            |  |  |

| 22 2019년 7월 20일 | FC 서울         | 2 - 4 | 전북 현대 모터스                          | 서울월드컵경기장                           |  |  |
| 19:00              | 박동진 43′, 60′ |       | 홍정호 28′, 58′ · 김승대 76′ · 로페즈 83′ | 관중 수: 28,518명 심판: 조지음 MVP: 홍정호 |  |  |
|                    |                 |       |                                           |                                            |  |  |

| 23 2019년 7월 31일 | 전북 현대 모터스              | 2 - 2 | 제주 유나이티드         | 전주 월드컵 경기장                         |  |  |
| 19:00              | 마그노 26′ (o.g) · 손준호 52′ |       | 윤일록 38′ · 남준재 72′ | 관중 수: 10,044명 심판: 이동준 MVP: 손준호 |  |  |
|                    |                               |       |                         |                                            |  |  |

| 24 2019년 8월 4일 | 강원 FC                                       | 3 - 3 | 전북 현대 모터스          | 춘천송암레포츠타운                      |  |  |
| 19:00             | 정조국 46′ · 조재완 90′ · 이영재 96′ (페널티) |       | 임선영 3′ · 호사 71′, 82′ | 관중 수: 4,471명 심판: 정동식 MVP: 호사 |  |  |
|                   |                                               |       |                           |                                         |  |  |

| 25 2019년 8월 11일 | 포항 스틸러스 | 1 - 2 | 전북 현대 모터스        | 포항스틸야드                               |  |  |
| 20:00              | 완델손 88′    |       | 로페즈 70′ · 한승규 76′ | 관중 수: 10,190명 심판: 박병진 MVP: 로페즈 |  |  |
|                    |               |       |                         |                                            |  |  |

| 26 2019년 8월 16일 | 전북 현대 모터스                   | 3 - 0 | 울산 현대 | 전주 월드컵 경기장                         |  |  |
| 19:00              | 윤영선 49′ (o.g) · 로페즈 51′, 63′ |       |           | 관중 수: 18,101명 심판: 김우성 MVP: 로페즈 |  |  |
|                    |                                    |       |           |                                            |  |  |

| 27 2019년 8월 24일 | 전북 현대 모터스 | 1 - 1 | 성남 FC             | 전주 월드컵 경기장                       |  |  |
| 19:00              | 호사 88′         |       | 임채민 57′ (페널티) | 관중 수: 16,576명 심판: 고형진 MVP: 호사 |  |  |
|                    |                  |       |                     |                                          |  |  |

| 28 2019년 9월 1일 | FC 서울 | 0 - 2 | 전북 현대 모터스     | 서울월드컵경기장                           |  |  |
| 19:00             |         |       | 호사 8′ · 로페즈 22′ | 관중 수: 25,333명 심판: 김동진 MVP: 송범근 |  |  |
|                   |         |       |                      |                                            |  |  |

| 29 2019년 9월 14일 | 전북 현대 모터스        | 2 - 1 | 상주 상무  | 전주 월드컵 경기장                         |  |  |
| 17:00              | 로페즈 41′ · 이동국 82′ |       | 김건희 69′ | 관중 수: 15,745명 심판: 정동식 MVP: 이동국 |  |  |
|                    |                         |       |            |                                            |  |  |

| 30 2019년 9월 25일 | 전북 현대 모터스 | 0 - 2 | 대구 FC                          | 전주 월드컵 경기장                         |  |  |
| 19:00              |                  |       | 에드가 42′ (페널티) · 세징야 98′ | 관중 수: 11,238명 심판: 이동준 MVP: 에드가 |  |  |
|                    |                  |       |                                  |                                            |  |  |

| 31 2019년 9월 28일 | 전북 현대 모터스        | 2 - 0 | 수원 삼성 블루윙즈 | 전주 월드컵 경기장                         |  |  |
| 16:00              | 이승기 10′ · 문선민 91′ |       |                    | 관중 수: 15,838명 심판: 김우성 MVP: 이승기 |  |  |
|                    |                         |       |                    |                                            |  |  |

| 32 2019년 10월 2일 | 경남 FC    | 1 - 1 | 전북 현대 모터스 | 창원 축구센터                             |  |  |
| 19:30              | 김준범 88′ |       | 권경원 67′       | 관중 수: 3,042명 심판: 조지음 MVP: 송범근 |  |  |
|                    |            |       |                  |                                           |  |  |

| 33 2019년 10월 6일 | 인천 유나이티드 | 0 - 0 | 전북 현대 모터스 | 인천축구전용경기장                         |  |  |
| 14:00              |                 |       |                  | 관중 수: 12,684명 심판: 박병진 MVP: 로페즈 |  |  |
|                    |                 |       |                  |                                            |  |  |

| 34 2019년 10월 20일 | 전북 현대 모터스                     | 3 - 0 | 포항 스틸러스 | 전주 월드컵 경기장                         |  |  |
| 16:00               | 로페즈 12′ · 문선민 48′ · 권경원 68′ |       |               | 관중 수: 10,078명 심판: 김희곤 MVP: 문선민 |  |  |
|                     |                                      |       |               |                                            |  |  |

| 35 2019년 10월 26일 | 전북 현대 모터스 | 1 - 1 | FC 서울    | 전주 월드컵 경기장                         |  |  |
| 16:00               | 이동국 84′       |       | 황현수 19′ | 관중 수: 12,142명 심판: 김우성 MVP: 이동국 |  |  |
|                     |                  |       |            |                                            |  |  |

| 36 2019년 11월 3일 | 대구 FC | 0 - 2 | 전북 현대 모터스        | 대구포레스트아레나                         |  |  |
| 18:00              |         |       | 이동국 10′ · 로페즈 46′ | 관중 수: 12,117명 심판: 김종혁 MVP: 로페즈 |  |  |
|                    |         |       |                         |                                            |  |  |

| 37 2019년 11월 23일 | 울산 현대    | 1 - 1 | 전북 현대 모터스 | 울산종합운동장                             |  |  |
| 16:00               | 불투이스 71′ |       | 김진수 49′       | 관중 수: 19,011명 심판: 고형진 MVP: 로페즈 |  |  |
|                     |              |       |                  |                                            |  |  |

| 38 2019년 12월 1일 | 전북 현대 모터스 | 1 - 0 | 강원 FC | 전주 월드컵 경기장                         |  |  |
| 15:00              | 손준호 40′       |       |         | 관중 수: 10,080명 심판: 김대용 MVP: 손준호 |  |  |
|                    |                  |       |         |                                            |  |  |

#### K리그 1 라운드별 결과
| R      | 1  | 2  | 3  | 4  | 5  | 6  | 7  | 8  | 9  | 10 | 11 | 12 | 13 | 14 | 15 | 16 | 17 | 18 | 19 | 20 | 21 | 22 | 23 | 24 | 25 | 26 | 27 | 28 | 29 | 30 | 31 | 32 | 33 | 34 | 35 | 36 | 37 | 38 |
| ------ | -- | -- | -- | -- | -- | -- | -- | -- | -- | -- | -- | -- | -- | -- | -- | -- | -- | -- | -- | -- | -- | -- | -- | -- | -- | -- | -- | -- | -- | -- | -- | -- | -- | -- | -- | -- | -- | -- |
| 경기장 | H  | A  | H  | H  | A  | H  | A  | A  | H  | A  | A  | H  | H  | A  | H  | A  | H  | A  | H  | A  | H  | A  | H  | A  | A  | H  | H  | A  | H  | H  | H  | A  | A  | H  | H  | A  | A  | H  |
| 결과   | 무 | 승 | 패 | 승 | 무 | 승 | 승 | 승 | 승 | 무 | 패 | 승 | 승 | 승 | 승 | 승 | 무 | 무 | 승 | 승 | 무 | 승 | 무 | 무 | 승 | 승 | 무 | 승 | 승 | 패 | 승 | 무 | 무 | 승 | 무 | 승 | 무 | 승 |
| 순위   | 5  | 3  | 5  | 4  | 4  | 3  | 3  | 1  | 1  | 1  | 2  | 2  | 2  | 1  | 1  | 1  | 1  | 1  | 1  | 1  | 1  | 1  | 2  | 2  | 2  | 1  | 2  | 1  | 1  | 1  | 1  | 2  | 2  | 2  | 2  | 2  | 2  | 1  |

최종 업데이트: 2019년 12월 1일.
출처: K리그

홈/어웨이: A = 어웨이; H = 홈. 결과: 무 = 무승부; 패 = 패배; 승 = 승리; P = 연기됨.

### 챔피언스리그
| G조 1차전 2019년 3월 6일 | 전북 현대 모터스                     | 3 - 1 | 베이징 궈안 | 전주월드컵경기장                                   |  |  |
| 19:00 (UTC+9)            | 한교원 14′ · 이동국 48′ · 김신욱 71′ |       | 장시저 41′  | 관중 수: 8,556명 심판: 아지즈 아시모프 MVP: 한교원 |  |  |
|                          |                                      |       |             |                                                    |  |  |

| G조 2차전 2019년 3월 13일 | 부리람 유나이티드 | 1 - 0 | 전북 현대 모터스 | 창 아레나                                                 |  |  |
| 18:00 (UTC+7)             | 수파촉 사라찻 50′ |       |                  | 관중 수: 7,222명 심판: 일기즈 탄타셰프 MVP: 수파촉 사라찻 |  |  |
|                           |                   |       |                  |                                                           |  |  |

| G조 3차전 2019년 4월 9일 | 우라와 레드 | 0 - 1                     | 전북 현대 모터스 | 사이타마 스타디움 2002                            |  |  |
| 19:30 (UTC+9)            |             | 라이브 리포트 통계 리포트 | 아드리아노 77′   | 관중 수: 20,118명 심판: 피터 그린 MVP: 아드리아노 |  |  |
|                          |             |                           |                  |                                                   |  |  |

| G조 4차전 2019년 4월 24일 | 전북 현대 모터스        | 2 - 1                     | 우라와 레드 | 전주월드컵경기장                                                 |  |  |
| 19:00 (UTC+9)             | 로페스 12′ · 김신욱 48′ | 라이브 리포트 통계 리포트 | 고로키 58′  | 관중 수: 8,096명 심판: 모함메드 압둘라 하산 모하메드 MVP: 로페즈 |  |  |
|                           |                         |                           |             |                                                                  |  |  |

| G조 5차전 2019년 5월 7일 | 베이징 궈안 | 0 - 1 | 전북 현대 모터스 | 노동자 경기장                                       |  |  |
| 20:00 (UTC+8)            |             |       | 김신욱 17′       | 관중 수: 40,555명 심판: 아흐메드 알카프 MVP: 김민혁 |  |  |
|                          |             |       |                  |                                                     |  |  |

| G조 6차전 2019년 5월 21일 | 전북 현대 모터스 | 0 - 0 | 부리람 유나이티드 | 전주월드컵경기장                                     |  |  |
| 19:00 (UTC+9)             |                  |       |                   | 관중 수: 7,957명 심판: 압둘라흐만 알자심 MVP: 최철순 |  |  |
|                           |                  |       |                   |                                                      |  |  |

| 16강 1차전 2019년 6월 19일 | 상하이 상강  | 1 - 1 | 전북 현대 모터스 | 상하이 스타디움                                     |  |  |
| 19:00 (UTC+8)              | 왕션차오 39′ |       | 문선민 2′        | 관중 수: 20,007명 심판: 나와프 슈크랄라 MVP: 문선민 |  |  |
|                            |              |       |                  |                                                     |  |  |

| 16강 2차전 2019년 6월 26일      | 전북 현대 모터스 | 1 - 1 (3 – 5 승부차기)                           | 상하이 상강 | 전주월드컵경기장                                    |  |  |
| 19:00 (UTC+9)                   | 김신욱 27′       |                                                  | 헐크 80′    | 관중 수: 11,095명 심판: 알리레자 파가니 MVP: 김신욱 |  |  |
|                                 |                  | 승부차기                                         |             |                                                     |  |  |
| 이동국 · 김신욱 · 이용 · 신형민 |                  | 헐크 · 엘케손 · 아흐메도프 · 왕선차오 · 오스카르 |             |                                                     |  |  |
|                                 |                  |                                                  |             |                                                     |  |  |

### FA컵
| 32강 2019년 4월 17일 | 전북 현대 모터스 | 0 - 1 | FC 안양        | 전주 월드컵 경기장                            |  |  |
| 19:00                |                  |       | 팔라시오스 80′ | 관중 수: 4,342명 심판: 정동식 MVP: 팔라시오스 |  |  |
|                      |                  |       |                |                                               |  |  |

## 통계
| 부문    | 선수   | 기록 |
| ------- | ------ | ---- |
| 경기(G) | 송범근 | 38   |
| 골      | 로페즈 | 11   |
| 도움    | 로페즈 | 7    |
| 슈팅    | 로페즈 | 102  |
| 파울    | 손준호 | 82   |
| 경고    | 손준호 | 11   |
| 퇴장    | 김진수 | 1    |

## 선수단
- GK : 송범근, 김정훈, 이재형, 홍정남
- DF : 홍정호, 김진수, 김민혁, 이용, 최철순, 이주용, 박원재, 윤지혁, 최보경
- MF : 손준호, 신형민, 이승기, 한승규, 최영준, 임선영, 정혁, 장윤호
- FW : 로페즈, 문선민, 이동국, 김신욱, 이비니, 호사, 티아고, 이성윤, 아드리아노

## 코칭 스태프
| 직위        | 이름                   | 비고 |
| ----------- | ---------------------- | ---- |
| 감독        | 조제 모라이스          |      |
| 코치        | 디마스 마르케스        |      |
| 코치        | 김상식                 |      |
| 코치        | 안재석                 |      |
| 골키퍼 코치 | 이광석                 |      |
| 피지컬 코치 | 주앙 페드로            |      |
| 팀 주치의   | 송하헌, 김병우, 이현주 |      |

## 선수 이적

### IN
| # | 이름               | 포지션 | 이전구단        | 이적유형 | 이적시기      | 이적료 | 계약기간 |
| - | ------------------ | ------ | --------------- | -------- | ------------- | ------ | -------- |
| 1 | 최영준             | MF     | 경남 FC         | 완전영입 | 겨울 이적시장 | -      | -        |
| 2 | 김민혁             | DF     | 사간 도스       | 완전영입 | 겨울 이적시장 | -      | -        |
| 3 | 이범영             | GK     | 강원 FC         | 완전영입 | 겨울 이적시장 | -      | -        |
| 4 | 한승규             | MF     | 울산 현대       | 완전영입 | 겨울 이적시장 | -      | -        |
| 5 | 이근호             | FW     | 포항 스틸러스   | 완전영입 | 겨울 이적시장 | -      | -        |
| 6 | 문선민             | MF     | 인천 유나이티드 | 트레이드 | 겨울 이적시장 | -      | 2년      |
| 7 | 버니 이비니 이세이 | FW     | 에미레이츠 클럽 | 완전영입 | 겨울 이적시장 | -      |          |
| 8 | 권경원             | DF     | 톈진 톈하이     | 임대영입 | 여름 이적시장 | -      |          |

### 신인 자유선발
| 이름   | 포지션 | 이적 전 소속     | 지명유형 | 비고 |
| ------ | ------ | ---------------- | -------- | ---- |
| 이시헌 | MF     | 중앙대학교       | 우선지명 |      |
| 이성윤 | FW     | 전주영생고등학교 | 클럽유스 |      |
| 이은식 | DF     | 전주영생고등학교 | 클럽유스 |      |
| 김정훈 | GK     | 전주영생고등학교 | 클럽유스 |      |
| 김재석 | MF     | 수원공업고등학교 | 자유계약 |      |

### OUT
| # | 이름   | 포지션 | 이적구단         | 이적유형 | 이적시기      | 이적료 | 계약기간 |
| - | ------ | ------ | ---------------- | -------- | ------------- | ------ | -------- |
| 1 | 이재성 | DF     | 인천 유나이티드  | 트레이드 | 겨울 이적시장 | -      | -        |
| 2 | 김민재 | DF     | 베이징 궈안      | 완전이적 | 겨울 이적시장 | -      | -        |
| 3 | 김신욱 | FW     | 상하이 뤼디 선화 | 완전이적 | 여름 이적시장 | -      | -        |
| 4 | 이근호 | FW     | 제주 유나이티드  | 임대이적 | 여름 이적시장 | -      | -        |
| 5 | 최영준 | MF     | 포항 스틸러스    | 임대이적 | 여름 이적시장 | -      | -        |